# Badus
Badus eller Piz Badus är ett berg i Schweiz. Det ligger i kantonen Uri, i den centrala delen av landet. Toppen på Badus är 2 928 meter över havet.
Terrängen runt Badus är bergig. Badus är den högsta punkten i ett område med 5 km radie.
Trakten runt Badus består i huvudsak av gräsmarker och kala bergstoppar.